# Стрёмстен, Яльти
Я́льти Стрёмстен (фар. Hjalti Strømsten; род. 21 января 1997 года в Норагёте, Фарерские острова) — фарерский футболист, защитник клуба «Б68».

## Клубная карьера
Яльти является воспитанником «Вуйчингура» из родной Норагёты. За вторую команду «викингов» он дебютировал 14 сентября 2013 года в матче первого дивизиона против дублирующего состава «ТБ». В следующем году состоялся дебют Яльти во взрослой команде «Вуйчингура»: в состоявшемся 10 марта матче за Суперкубок против «ХБ» он заменил Инги Сёренсена на 83-й минуте. По итогам встречи трофей достался его команде. Свою первую игру в чемпионате Фарерских островов Яльти провёл через 3 месяца, это был поединок со «Скалой». Всего в своём дебютном сезоне защитник принял участие в 2 матчах фарерского первенства. Вплоть до сезона-2018 Яльти был игроком резерва «викингов», выступая в основном за вторую команду.
В 2018 году он сыграл в 14 матчах чемпионата Фарер и забил свой первый гол на турнире (в матче против «Б36», состоявшемся 30 сентября), внеся посильный вклад во второе подряд чемпионство «Вуйчингура». В 2019 году Яльти провёл всего 1 матч за «викингов» и в июле был арендован тофтирским «Б68», за который провёл 8 игр в первой лиге. Вернувшись в «Вуйчингур» в январе 2020 года, Яльти был сразу отдан в аренду «Скале». В составе этого клуба в сезоне-2020 он отыграл 13 матчей фарерской премьер-лиги. В 2021 году состоялся переход защитника из «Вуйчингура» в «Б68» на постоянной основе.

## Международная карьера
В 2013 и 2015 годах Яльти представлял Фарерские острова на юношеском уровне, приняв участие в общей сложности в 5 встречах.

## Достижения
«Вуйчингур»
- Чемпион Фарерских островов (1): 2017
- Обладатель Кубка Фарерских островов (2): 2014, 2015
- Обладатель Суперкубка Фарерских островов (3): 2014, 2015, 2018